# Касота
Касота (рум. Casota) — село у повіті Бузеу в Румунії. Входить до складу комуни Глодяну-Сіліштя.
Село розташоване на відстані 67 км на північний схід від Бухареста, 34 км на південь від Бузеу, 121 км на південний захід від Галаца, 124 км на південний схід від Брашова.

## Населення
За даними перепису населення 2002 року у селі проживали 346 осіб, з них 344 особи (99,4%) румунів. Усі жителі села рідною мовою назвали румунську.